# Darren Chiacchia
Darren Chiacchia (Buffalo, 18 settembre 1964) è un cavaliere statunitense.

## Carriera
Ha vinto una medaglia di bronzo nel completo a squadre ai Giochi della XXVIII Olimpiade, insieme a Kimberly Severson , John Williams , Amy Tryon e Julie Richards . Ha gareggiato anche nel completo individuale, classificandosi 12ª .
Nel 2008 finì in coma dove ci rimase per 42 giorni, a seguito di un incidente di equitazione.

## Vita privata
Dopo il ritiro gestisce una Independence Farm, un allevamento, addestramento e vendita a servizio completo situato nella zona occidentale di New York. Offre volontariamente la sua competenza come presidente dell'Events Rating Task Force dell'USEA. È dichiaratamente omosessuale.

## Palmarès

### Olimpiadi
- Bronzo a Atene 2004 (concorso salto a squadre)